# Gally-Tiegelpresse
Die Gallypresse ist eine hand- oder motorbetriebene Tiegeldruckpresse. Sie besitzt wie der Bostontiegel ein feststehendes, senkrechtes Fundament und einen Drucktiegel. Im Unterschied zur Bostonpresse nimmt beim Gallytiegel der Drucktiegel kurz vor dem Druckpunkt eine parallele Stellung zum Fundament und somit zur Druckform ein. Der Tiegel wird bei seinen Bewegungen auf zwei Bahnen von Zugstangen hin und her bewegt. Erfunden hat dieses System um 1870 der Amerikaner John M. Gally.
Gallytiegel wurden in Europa seit 1887 gebaut. Bedeutendste Vertreter dieses Konstruktionsprinzips sind
- der Viktoria-Tiegel von Rockstroh & Schneider (Dresden)
- der Phönixtiegel von Schelter & Giesecke (Leipzig)
- der Prestotiegel von Gietz (Oerlikon/Schweiz)